# Euterpe brazilská
Euterpe brazilská (Euterpe oleracea), česky též kapustoň brazilská, je druh palmy pocházející z tropické Ameriky. V Brazílii je známa jako açaí [asají]. Je to štíhlá palma se zpeřenými rozměrnými listy. Je přirozeně rozšířena v nížinách Jižní Ameriky. Má mnohostranné využití. Jádro růstového vrcholu se konzumuje jako palmové zelí, z plodů se připravují populární osvěžující nápoje. Je také využívána v domorodé jihoamerické medicíně. Produkty z plodů jsou v posledních letech populární i mimo Jižní Ameriku.

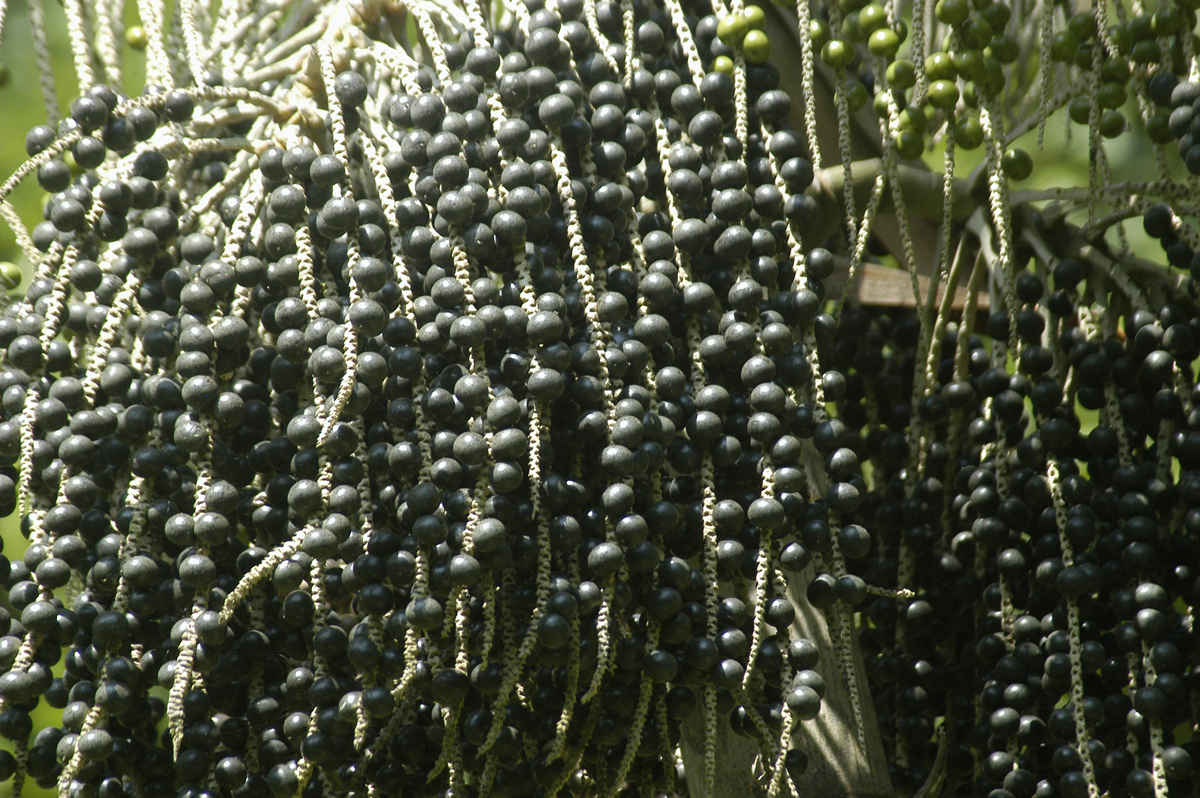
Detail plodenství euterpe brazilské

## Popis
Euterpe brazilská je štíhlá, často vícekmenná palma dorůstající výšky 3 až 20 metrů a tloušťky kmene 7 až 18 cm. Kmen je šedý a hladký, s kroužky po opadlých listech. Koruna je složená asi z 8 až 14 rozměrných listů. Pod růžicí listů je zelený válcovitý růstový vrchol a až pod ním začíná šedý kmen. Listy jsou zpeřené, reduplikátní, asi 2 až 4 metry dlouhé. Řapík je 20 až 40 cm dlouhý. Jednotlivé lístky jsou na středním žebru listu pravidelně uspořádány v počtu asi 50 až 80 na každé straně, jsou jasně zelené, převisavé, asi 80 až 110 cm dlouhé a 3 až 4 cm široké. Květenství vyrůstá pod listovou růžicí a je před rozkvětem uzavřené v až 1 metr dlouhých listenech, které záhy opadávají. Vřeteno květenství je si 50 cm dlouhé a nese 80 až 10 postranních, přímých, bíle chlupatých vřeten nesoucích květy. Stopka květenství je jen 10 až 15 cm dlouhá. Květy vyrůstají po 3 téměř po celé délce postranních vřeten, vždy jeden samičí se 2 samčími květy. Květy jsou smetanově bílé, asi 3 až 5 mm dlouhé. Plody jsou kulovité, purpurově černé, asi 1 až 1,5 cm dlouhé, v bohatých rozměrných plodenstvích. Dužnina plodu je 0,5 až 1,5 mm tlustá, krytá tenkou slupkou. Jádro plodu je pokryté podélnými vlákny. Druh kvete a plodí v průběhu celého roku. Vytvoří se na něm 6 až 8 květenství ročně.

## Rozšíření
Druh se vyskytuje v tropické Americe v Kolumbii, Venezuele, Guyaně, Surinamu, Ekvádoru a Brazílii. Roste v tropických nížinách, zpravidla v poříčních nebo bažinatých lesích v nadmořských výškách do 200 metrů. Centrem výskytu je pravděpodobně nejvýchodnější Amazonie. Vyhledává živinami bohatší, nepříliš těžké, spíše jílovité půdy. Ve východní Amazonii tvoří místy téměř čisté porosty.

## Význam
Euterpe brazilská je palma s mnohostranným využitím. Vnitřek růstového vrcholu je jedlý a je znám jako palmové zelí. Ze zralých plodů se v Jižní Americe tradičně připravují osvěžující nápoje, které jsou velmi populární zejména ve východní Amazonii. Nápoj má purpurově červenou barvu a lehce oříškovou chuť připomínající mrkev a červenou řepu. Popíjí se čerstvý, někdy i slazený, případně se míchá s maniokovou moukou. Plody slouží také k aromatizaci zmrzliny a pražená semena jako náhražka kávy. V posledních letech se staly produkty z plodů této palmy populárními i v brazilských městských aglomeracích a jako potravní doplňky i jinde ve světě. Palma je velmi pohledná a pěstuje se také jako okrasná dřevina.
Palma je využívána v domorodé medicíně Jižní Ameriky.
Odvar z listů a semen se podává při horečkách.
Pečené palmové zelí se přikládá na štíří bodnutí ke zmírnění bolesti, rovněž šťáva z kmene se používá na štíří bodnutí, rány a krvácení. Má svíravý účinek. Nadměrná konzumace palmového zelí způsobuje průjem. V Peru se odvar z kořenů používá mimo jiné při léčení malárie a cukrovky.
Produkty z açaí (čti asají) jsou komerčně představovány jako bohaté na antioxidanty a s proklamovanými několika různými prospěšnými zdravotními účinky, jako je hubnutí, snižování cholesterolu, příznivé působení na oběhový a trávicí systém aj. Mají být vhodné zejména pro sportovce. Vědeckými studiemi byl dosud potvrzen pouze obsah antioxidantů. Ve studii z roku 2005 bylo analyzováno celkem 11 produktů z dřeně plodů. V porovnání s džusy z klasických evropských plodů byla zjištěna excelentní antioxidační aktivita vůči peroxylovým radikálům, dobrá proti peroxynitrilovým a slabá vůči hydroxylovým radikálům. Obsažené anthokyany se na antioxidační aktivitě podílejí jen asi 10 %.

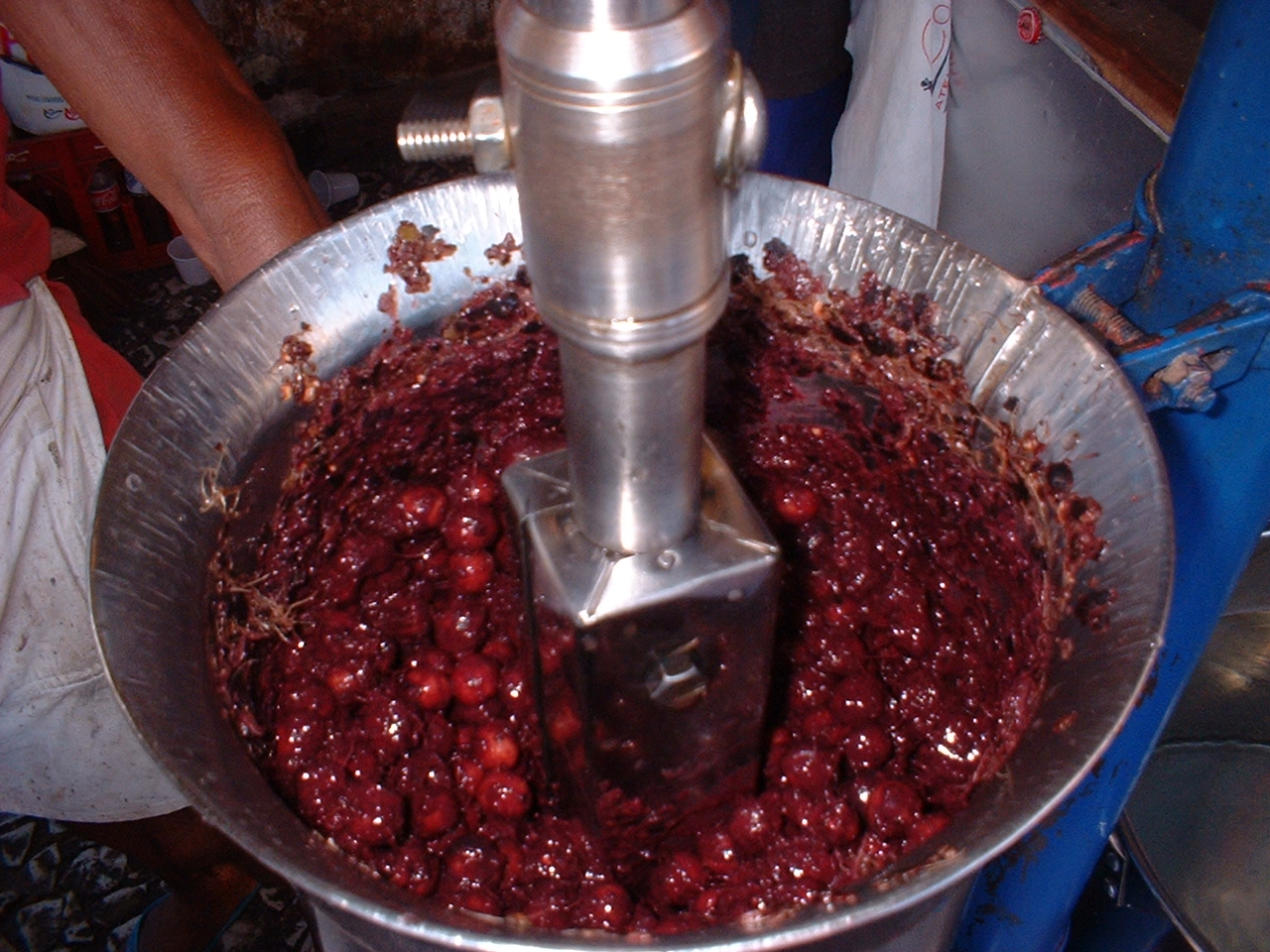
Výroba džusu
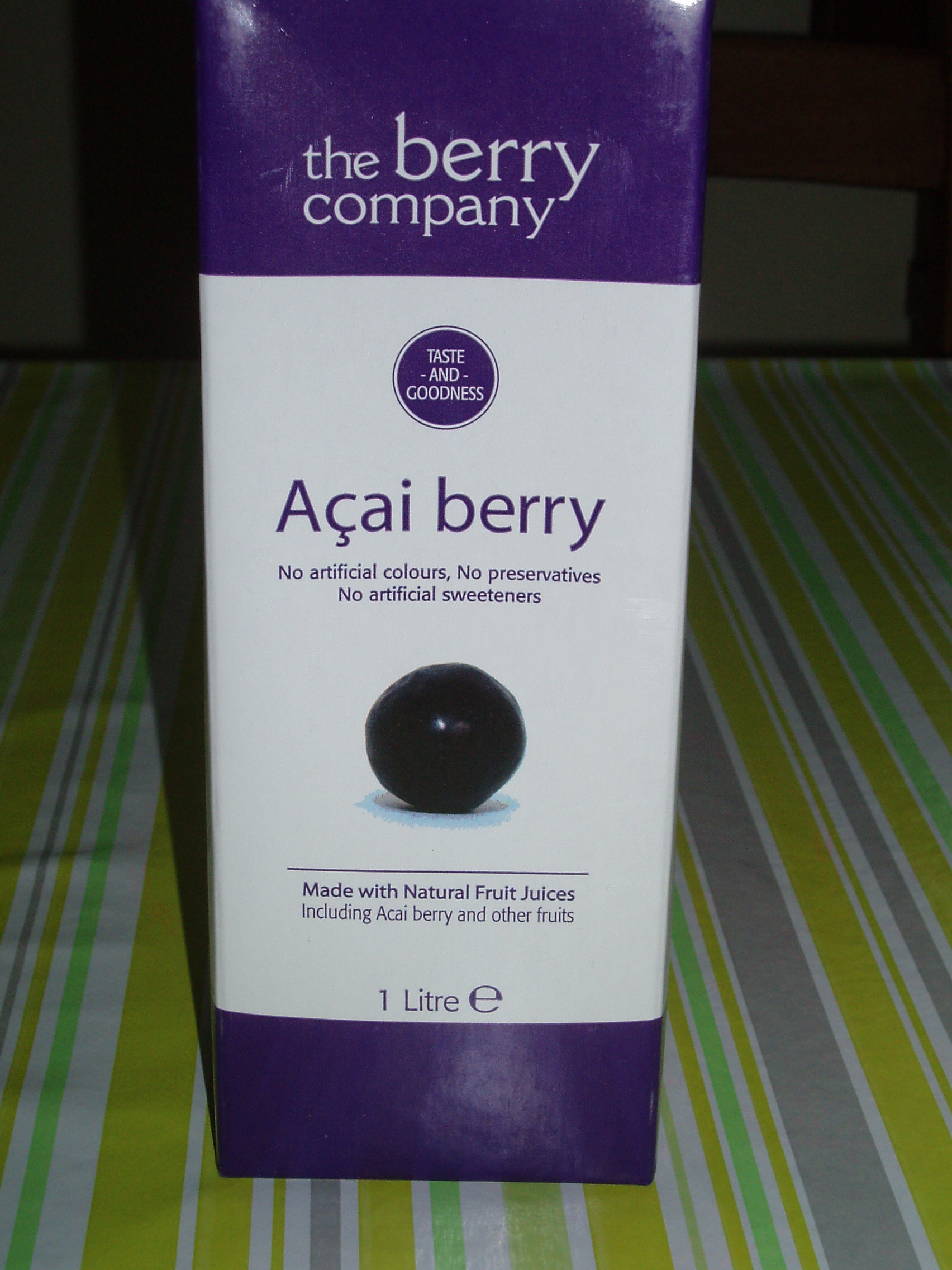
Džus z plodů euterpe brazilské